# 坂本幸雄
坂本 幸雄（さかもと ゆきお、1947年（昭和22年）9月3日 - 2024年（令和6年）2月14日）は、日本の経営者。UMCJapan・エルピーダメモリ（現・マイクロンメモリジャパン）社長を歴任。

## 人物・来歴
1947年（昭和22年）、群馬県前橋市薬師町に生まれる。前橋商業高校を経て、1970年日本体育大学卒業。野球の指導者を目指すも教員試験に失敗。外資系半導体メーカーである日本テキサス・インツルメンツに入社。倉庫番として入社したものの、業務の改善とコストの削減で高い実績を出して頭角を現し、1991年、41歳にして同社取締役、1993年取締役副社長に就任した。1997年、神戸製鋼所に入社し、半導体本部長等を務めた後、2000年、日本ファウンドリー（旧：NMBセミコンダクター→日鉄セミコンダクター、後にUMCJapan）社長に就任。2002年から日立製作所とNECの合弁会社で日本唯一のDRAM専業メーカーとなっていたエルピーダメモリの社長を務めた。

### エルピーダメモリ社長就任の背景
DRAMは1990年代に「産業の米」と呼ばれた日本の半導体事業の中核をなす商品で、世界における日本メーカーのシェアは一時ほぼ100%となっていたが、坂本がエルピーダメモリ社長に就任する直前には大韓民国のサムスン電子を中心とする新興国勢に90%以上のシェアを奪われていた。継続的に大規模な投資が必要となる事業であるものの、NECと日立製作所には投資余力がなく、経済産業省の後押しで1999年に両社の半導体部門が統合して誕生したのがエルピーダメモリ（設立時の名称はNEC日立メモリ）であった。同年には富士通が、2001年には東芝がDRAM事業から撤退し、2003年には三菱電機のDRAM事業をエルピーダが吸収。国内最後のDRAMメーカーの舵取りを担ったのが坂本であった。

### 就任後、リーマンショック頃まで
それまで役員も幹部も、全てNECと日立製作所出身者のたすきがけ人事が行われていた同社で、しがらみのない立場から経営を見直し、就任前年まで3年連続で200億以上の赤字であった同社の経営を1年で150億の利益が出るまでに立て直した。以後、同社を東京証券取引所の市場第一部に株式公開。台湾メーカーとの提携等、積極的な経営によって世界における売上シェアも10%を超えるまでに回復させた。

### 会社更生法適用まで
2008年のリーマン・ショックに代表される世界金融危機による超円高により収益性が大幅に悪化。2009年には経済産業省による産業活力再生法の第1号案件として公的資金の注入も受けたが、この事業再構築計画及び関連して行った金融機関からの借入期限である2012年4月が迫る2012年2月27日、東京地方裁判所に会社更生法適用の申請を行い、更生会社となった。（この際、直前の2月2日の第３四半期決算発表や2月23日の経営方針の発表に於いて会社存続を思わせる発言をし、さらに250億円の預金を主要取引先銀行から退避させる等の行為を行ったため批判を浴び、後に株主から民事訴訟を提起されている。）その後、坂本幸雄は代表取締役・管財人となった。

### その後
2015年、半導体メモリDRAM開発会社としてサイノキングテクノロジー（Sino King Technology）を10人の技術者とともに立ち上げた。中国安徽省合肥市のDRAM国産化プロジェクトに参加する予定だったが、メンバーが集まらず、またプロジェクトを進めていた合肥市の市長が汚職で逮捕されたこともあり、プロジェクトは頓挫した。
2019年11月、中国の紫光集団は坂本を高級副総裁および日本子会社の最高経営責任者（CEO）に起用することを発表した。日本国内にDRAMの設計拠点を立ち上げ、2020年以降に重慶市でのDRAM量産工場の立ち上げを目指していたが、紫光集団は急激な経営拡大がたたって2020年にデフォルトを起こし、2021年に破産した。
2022年6月16日、中国広東省深圳市政府が出資している新興DRAMメーカーである昇維旭技術が坂本を最高戦略責任者(Chief Strategy Officer)に任命したと複数の台湾メディアに報じられた。
2024年2月14日に心筋梗塞のため死去。76歳没。

## テレビ番組
- 日経スペシャル ガイアの夜明け 技術立国ニッポンの決断 〜日の丸メモリー 最後の反撃〜（2003年7月22日、テレビ東京）[10]。

## 書籍

### 著書
- 『不本意な敗戦 エルピーダの戦い』（2013年10月9日、日本経済新聞出版社）ISBN 9784532318994 [11]
- 『正論で経営せよ 技術立国ニッポン復活へ、54の提言』』（2017年3月1日、ウェッジ）ISBN 9784863101814 [12]

### 関連書籍
- 『エルピーダは蘇った 異色の経営者坂本幸雄の挑戦』（著者:松浦晋也）（2006年7月24日、日経BP社）ISBN 9784822245238